# Hiéroglyphe égyptien L5
Pour les articles homonymes, voir Mille-pattes.
Le hiéroglyphe égyptien L5 (mille-pattes) est classifié dans la section L «  Invertébrés et petits animaux » de la liste de Gardiner ; il y est noté L5.

## Représentation
Il représente un mille-pattes.

## Utilisation
| z · p | pA | A | L5 |

| z · p | pA | A | L5 |